# Піскарковидні
Піскарковидні (Callionymoidei) є підрядом ряду Окунеподібних. Містить дві родини:
- Callionymidae - Піскаркові
- Draconettidae - Драконетові